# Seewoosagur Ramgoolam

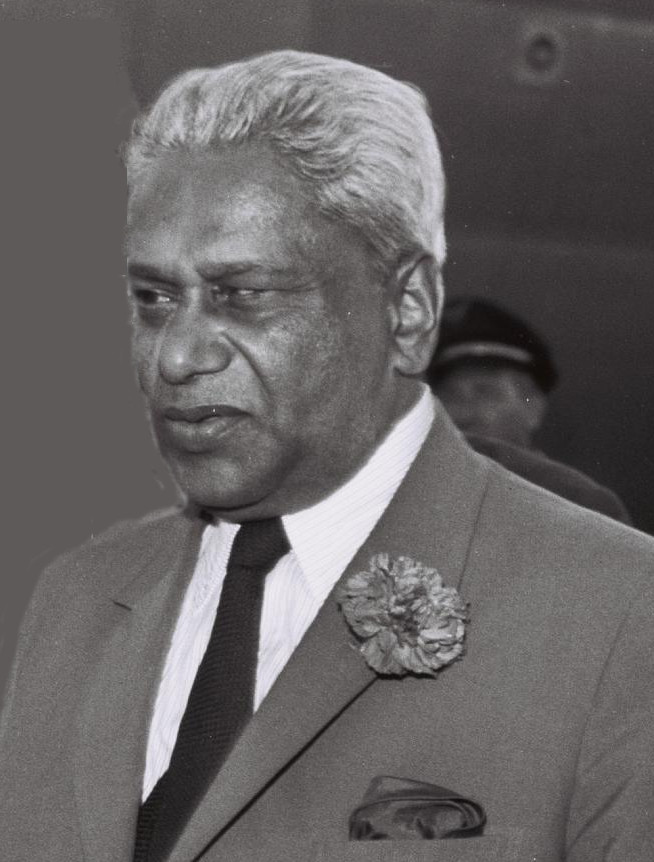
Seewoosagur Ramgoolam, 1962

Sir Seewoosagur Ramgoolam (Hindi शिवसागर रामगुलाम) (* 18. September 1900 in Belle Rive, Mauritius; † 15. Dezember 1985 in Port Louis) war vom 12. März 1968 bis zum 16. Juni 1982 der erste Premierminister und vom 28. Dezember 1983 bis zu seinem Tod am 15. Dezember 1985 Generalgouverneur von Mauritius. Dabei vertrat er Elisabeth II. als Königin von Mauritius. Unter ihm wurde das Land nach 150 Jahren britischer Herrschaft unabhängig. Er gilt daher als Mauritius’ „Vater der Unabhängigkeit“. 1973 erhielt er den Menschenrechtspreis der Vereinten Nationen. Der Botanische Garten in Pamplemousses und der internationale Flughafen von Mauritius (umgangssprachlich Plaisance, IATA-Code MRU) sind nach ihm benannt. Sein Sohn Navin Ramgoolam war von 2005 bis 2014 und ist seit 2024 Premierminister.

## Leben
Seewoosagur Ramgoolam, auch bekannt als Kewal, wurde in eine indisch-mauritischen Hindu-Familie geboren. Sein Vater war ein indischer Arbeitsmigrant. Ramgoolam besuchte die örtliche Abendschule, wo Kinder der hinduistischen Gemeinschaft die Umgangssprache und Einblicke in die hinduistische Kultur lernten. Er lernte dort Sanskrit-Gebete und die heiligen Schriften. Bei der benachbarten römisch-katholischen Schule (Romam Catholic Aided School) lernte er später Geschichte und Erdkunde sowie die Sprachen Englisch und Französisch. Nachdem er die Vorschule verlassen hatte, fuhr er täglich bis zum Ende der sechsten Klasse mit dem Zug zur Bel Air Government School.
Im Alter von sieben Jahren verlor Ramgoolam seinen Vater und erlitt später im Alter von zwölf Jahren in einem Kuhstall einen schweren Unfall, bei dem er sein linkes Auge verlor. Dennoch setzte er seine Stipendienklasse an der Curepipe Boys’ Government School fort, während er bei seinem Onkel wohnte. Die Stipendienklassen, die die Grundlage der Sekundarstufe 1 bildeten, ermöglichten es Ramgoolam, direkt das Junior Cambridge am Royal College in Curepipe, zu besuchen. Nach der Sekundarschule arbeitete Ramgoolam für 3 Monate im öffentlichen Dienst.
Mit finanzieller Hilfe seines Bruders Ramlall bekam Ramgoolam die Möglichkeit, ein Medizinstudium in England aufzunehmen. Er absolvierte das University College London und besuchte Vorlesungen an der London School of Economics. 1935 kehrte er nach Mauritius zurück.
1958 wurde er Stadtoberhaupt von Port Louis. Ramgoolam war von 1959 bis 1982 Vorsitzender der Mauritian Labour Party. In dieser Zeit bekleidete er zunächst mehrere Regierungsämter unter der Oberaufsicht der Kolonialverwaltung und wurde nach der Unabhängigkeit 1968 Premierminister.